# 永定河
永定河（えいていが、簡体字: 永定河, 拼音: Yŏngdìng hé、満州語：enteheme toktoho bira）は、中華人民共和国を流れる河川のひとつで、華北の大河・海河の支流。古くは㶟水（るいすい）と呼ばれ、隋代には桑乾河、金代には盧溝と呼ばれた（北京市郊外でこの川に架かっている盧溝橋の名は、この時代の川の呼び名にちなむ）。またかつては洪水のたびに流路が変わったことから無定河（むていがわ）とも呼ばれ、その流れが治まるようにと願いをこめて永定河と改められたという話もある。
海河水系の七大支流のひとつである永定河は河北省でも最大級の川である。流域面積は47,016平方kmで、そのうち山地が45,063平方km、平野部が1,953平方kmを占めている。内モンゴル自治区、山西省、河北省の三省と北京市、天津市の二直轄市を流域に含む。
永定河の上流には、南側の桑乾河および北側の洋河という二大支流がある。内モンゴルから河北省に流れてきた両支流は、張家口市懐来県の朱官屯で合流し、永定河と名を変える。桑乾河・洋河・永定河流域は、張家口市域南部の農村地帯を形成する。
北京市北部の延慶県から流れる嬀水河が合流し、張家口市南部の平野にある官庁ダム（官庁水庫、北京市街に水を供給する）のダム湖を経て、山岳部に入り、官庁山峡（ダムから三家店までの区間）という峡谷を通過する。朱官屯から官庁までは30km、官庁山峡の総延長は108.7kmに及ぶ。

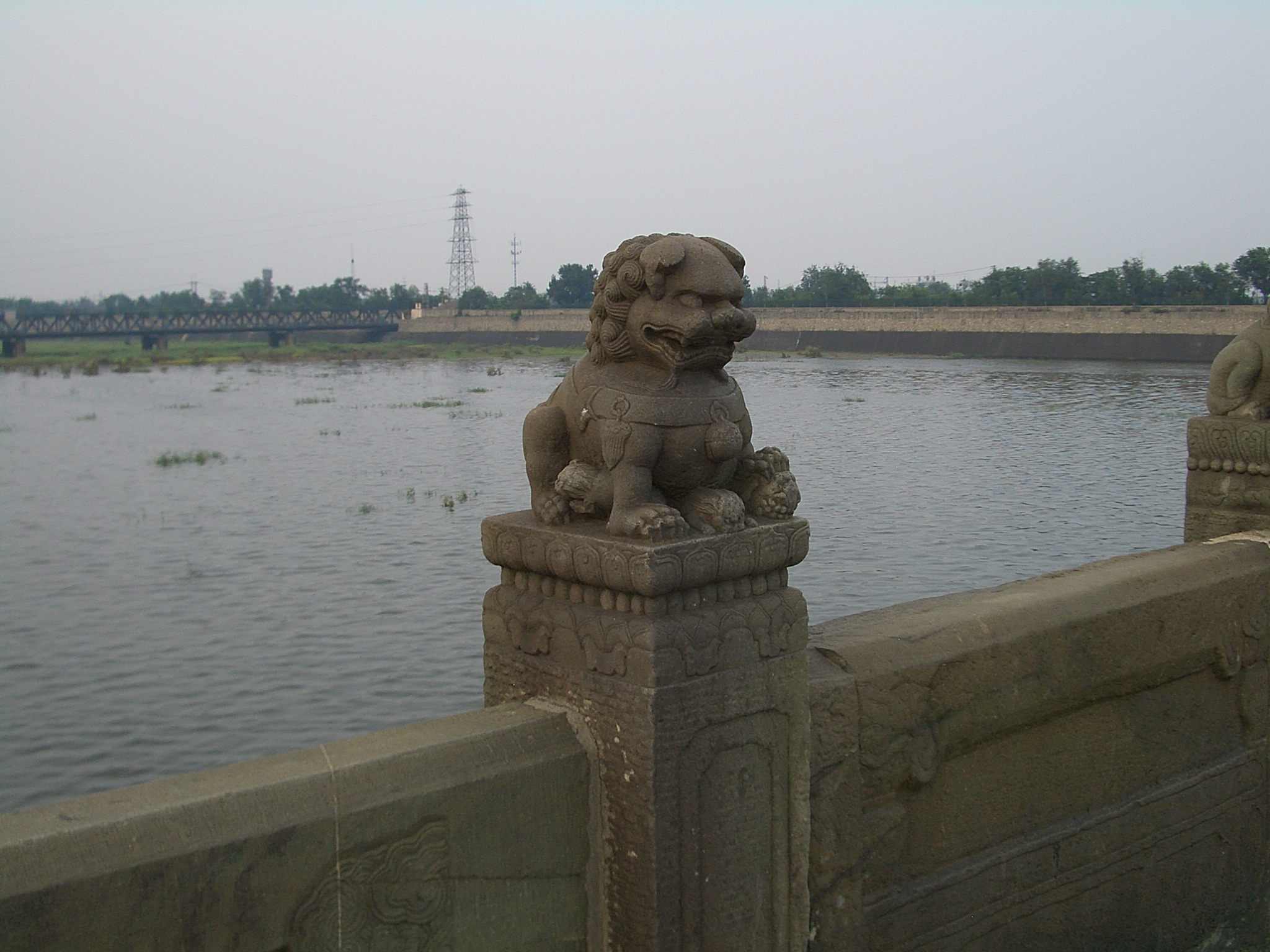
水が流れているときの永定河。盧溝橋上より

北京市の西、門頭溝区の三家店で華北平原に出る。ここから北京市の西南郊外を通り、天津市で海河に合流し、渤海に入る。三家店から渤海の河口までの延長は200km。かつては海河に合流せずに渤海に注ぐ独自の水系だった永定河は、大運河建設後に水運のため付け替えられ海河に合流するようになったが、現在では海河の治水のため、永定河下流に永定新河という放水路が造られている。
流域の主なダムには官庁ダム、珠窩ダム、落坡嶺ダム、三家店水利枢紐（水利用貯水池）などがある。また北京郊外に架かる盧溝橋は有名。
上流域では砂漠化による保水力低下、土壌流失、流量の減少が起こり、ダムより下流では流量が激減し年間のほとんどが涸れ川になってしまっている。北京首都圏の都市化による水需要の増大を前に、水不足や水質汚染が深刻な問題になっている。